# Serranochromis janus
Serranochromis janus là một loài cá thuộc họ Cichlidae. Nó là loài đặc hữu của Tanzania. Các môi trường sống tự nhiên của chúng là sông, đầm nước, hồ nước ngọt, đầm nước ngọt, và vùng đồng bằng nội địa. Nó bị đe dọa do mất nơi sống.